# グンツェンハウゼン
グンツェンハウゼン（ドイツ語: Gunzenhausen, [gʊnt͜s̩nˈha͜uz̩n] ( 音声ファイル)）は、ドイツ連邦共和国バイエルン州ミッテルフランケン行政管区のヴァイセンブルク＝グンツェンハウゼン郡に属す市である。州認定の保養地であるこの街はアルトミュール湖の畔に位置する。この街は、人口約16,000人で郡で2番目に人口が多く、面積 82.73 km2 で郡で3番目に広い。

## 地理

### 位置
グンツェンハウゼンは西ミッテルフランケン地方のヴァイセンブルク＝グンツェンハウゼン郡北西部に位置している。フレンキシェ・ゼーラントの中央部でアルトミュール湖の南東、海抜 416 m、フランケン高地の南東端にあたる。北西に向かって広い平野が広がっているが、南東に向かって緩やかに下っている。地盤はコイパー中期（主にザントシュタインコイパー）に形成された。グンツェンハウゼンの南と東を、たとえばハーネンカムなどのフレンキシェ・アルプのジュラ山地が取り囲んでいる。
市内をアルトミュール川が流れている。市域内を流れる他の自然の川としてヴルムバッハ川とハムバッハ川があげられる。フレンキシェ・ゼーラントの造成期にグンツェンハウゼンの北でアルトミュール湖が堰き止められて形成された。ここにはアルトミュールツーライター（アルトミュール導水路）を通して水が流入し、アルトミュール川やアルトミュールユーバーライター（アルトミュール上部導水路）を介して排水される。グンツェンハウゼンの北側にいくつかの小さな池がある。グンツェンハウゼンの市域には丘や野原が多い。クロンハイムの森の他に、ウンテラー・ヴァルト、ハウンドウルフの森、グレーフェンシュタインベルクの森のそれぞれ張り出し部が市域内に存在する。最北部にはヴィースメット湿地がある。山はヴルムバッハー・ベルク、ビュール、ビュッヘルブルクがある。西側はアンスバッハ郡との境界が通っている。市域の一部はアルトミュール湖の鳥類保護静水面および半島自然保護区に含まれる。アルトミュール湖の南岸近くにヒルテンインゼル（中州）がある。地理座標を測定するためのバイエルン州で最初の測地基準点はグンツェンハウゼンに設置された。

### 隣接する市町村
グンツェンハウゼンは、北はオルンバウおよびムール・アム・ゼー、北東はハウンドルフ、東はプフォフェルト、南東はタイレンホーフェンおよびディッテンハイム、南はグノッツハイム、南西はヴァッサートリューディンゲンおよびウンターシュヴァーニンゲン、西はアーベルクおよび自治体に属さないウンテラー・ヴァルトと境を接している。

### 市の構成
本市は34のゲマインデタイル（小地区）からなる。
| - アーア - ビュッヘルベルク - クロンハイム - エーダースフェルト - フリッヘンハルト - フリッケンフェルデン - グンツェンハウゼン - ヘーベルク - ラウベンツェーデル | - リンデンホーフ - ローミューレ - マイカ - モースコルプ - ノルトシュテッテン - オーベンブルン - オーバーアスバッハ - オーバーハムバッハ - オーバーヴルムバッハ | - プフラウムフェルト - ロイトベルク - ショイペラインスミューレ - シュルンゲンホーフ - シュナッケンミューレ - シュヴァイナ - ジンダーラハ - シュタインアビュール - シュタインアッカー | - シュテッテン - シュトロイドルフ - ウンターアスバッハ - ウンターハムバッハ - ウンターヴルムバッハ - ヴァルト - ヴァインベルク |

この他に、住宅地ウンターハムバッハー・ミューレ、レオンハルツルー、フィッシュハウスがある。シュペックスロート集落は廃村となった。

ゲマルクング（伝統的な地籍区分）は、アーア、ビュッヘルベルク、クロンハイム、フリッケンフェルデン、グンツェンハウゼン、ラウベンツェーデル、ノルトシュテッテン、オーバーアスバッハ、プフラウムフェルト、シュルンゲンホーフ、シュテッテン、シュトロイドルフ、ウンターアスバッハ、ウンターヴルムバッハ、ヴァルトである。

## 歴史

### 先史時代の出土品
市内で発見される数多くの出土品が、先史時代からすでに定住が営まれていたことを示している。

### リーメスのヌメルスカストラ
紀元後90年頃ローマ人は、それまでケルト人が住んでいたドナウ川北岸地域を占領し、グンツェンハウゼン周辺まで侵出した。ローマ帝国に編入された地域の国境を管理し、安全を確保するためにリーメス沿いにヌメルスカストラ（広さ6,000から8,000 m2、約150人を収容する城砦）が建設された。北西から侵出したアレマン人が241年頃にこの施設を破壊した。

### 最初の文献記録から1806年まで
823年（8月21日付け）の文書に、グンツェンハウゼンに関する最初の信頼できる記述がある。皇帝ルートヴィヒ敬虔帝が Gunzinhusir修道院をエルヴァンゲン修道院に譲渡するという内容である。中世には、エルヴァンゲン修道院長は当初、グンツェンハウゼンを貴族家のトルーエンディンゲン家とエッティンゲン家にレーエンとして与えたが、1349年にブルクハルト・フォン・ゼッケンドルフに移管した。1368年にニュルンベルク城伯フリードリヒがこの街を獲得し、これによりホーエンツォレルン家の所領となった。これにより初めてこの街は、歳の市の開催権、市壁、塔、堀を備えた大規模な防衛施設ならびに市教会を建設する許可を得て、ホーエンツォレルン家統治初期の数十年で最初の繁栄期を迎えた。
ホーエンツォレルン家傍流のブランデンブルク＝アンスバッハ辺境伯がグンツェンハウゼン周辺地域を所有し、統治していた。建築技術の上では、野蛮伯とも呼ばれた絶対君主カール・ヴィルヘルム・フリードリヒがグンツェンハウゼンを個人的な宮殿都市に発達させ、18世紀にバロック様式の都市景観が形成された。
1500年からフランケン帝国クライスに属していたグンツェンハウゼンは、神聖ローマ帝国時代末期、1806年にバイエルン王国に編入された。
グンツェンハウゼンは1862年に固有のベツィルクスアムト・グンツェンハウゼン（グンツェンハウゼン管区）の本部所在地となり、1939年にはこれからグンツェンハウゼン郡が形成された。1972年に地域再編の一環としてこの郡はヴァイセンブルク郡と合併し、グンツェンハウゼンは郡庁所在地の地位を失った。

### 国家社会主義の時代と第二次世界大戦
西ミッテルフランケンは、ほとんどが小規模農家で、主にプロテスタント住民だが、多くの村でユダヤ人比率が比較的高い構造上脆弱な農業地域であった。1925年、グンツェンハウゼンには、4394人のプロテスタント信者、811人のカトリック信者、219人のユダヤ教徒が住んでいた。1933年のグンツェンハウゼンの総人口は5,686人で、このうち184人がユダヤ教を信仰していた。ミッテルフランケンのプロテスタンティズムは国家社会主義と高い親和性を有していた。NSDAPは、ガウ指導者ユリウス・シュトライヒャーの下にあったミッテルフランケンで1920年頃に大いに強大化した。彼らは数多くの演説、大規模集会、SAの行進などで持続的に扇動を行った。反ユダヤ主義の新聞「デア・シュテュルマー」は1933年までほぼ全数がニュルンベルクとミッテルフランケンで販売されていた。NSDAPは選挙で平均を上回る成果を得た。その得票率は、1930年にはすでに 35 %（ドイツ全土の平均が 19 %）、1932年 66 %、1933年3月6日に選挙ではドイツ全体で 43.9 % に対して、67.5 % であった。
当時この街とその周辺は、ユダヤ系住民の差別においても突出していた。1922年/1923年に NSDAP地方グループが創設されて以降、反ユダヤ主義的な事件が増加した。ユダヤ人墓地が毀損され、シナゴーグの窓が破られた。右翼過激派からは、ユダヤ人たちは共産主義だと疑われた。1928年/1929年に反ユダヤ主義運動が盛んになり、ユダヤ人商人に対する襲撃も行われた。ユダヤ人コミュニティは疑惑や攻撃に対抗しようと試みたが、ほとんど成功しなかった。1927年に市議会は全会一致で無所属でハインリヒ・ミュンヒを任期10年の視聴に選出した。彼は、1932年にNSDAPに入党し、SAに入隊した。彼は熱烈なアドルフ・ヒトラーの崇拝者であり、過激な反ユダヤ主義者であることで知られていた。1933年にアドルフ・ヒトラーが権力を掌握するとユダヤ人たちは国家社会主義的専制政治に対して無防備な状態となった。ユダヤ人迫害者の一人が、1928年にNSDAPに入党した財務官僚のヨハン・アップラーであった。彼は1929年にNSDAPの街の指導者に、1930年には郡指導者になった。アップラーは1931年にSSの地方グループを設立した。彼は郡の外にまで反ユダヤ主義者として知られ渡った。アップラーは有力な市議会議員で、グンツェンハウゼンにおけるSAの最高指導者であったSA大隊指導者カール・ベーアの推挙により1933年4月27日に第2市長に選出された。カール・ベーアはグンツェンハウゼンの国家社会主義者で3番目に力を持った人物であった。ベーアはNSDAPのアルター・ケンプファーであり、財務責任者として財務管理に携わっていた。1929年からグンツェンハウゼンの市議会議員を務め、1926年にSSに入隊し、公の場でSAのテロの指揮を執った。1933年以前、ベーアに対して彼のSA活動に関連したいくつかの訴訟が係争中であった。1933年以後は、アップラーが率いる「ユダヤの虚偽の宣伝や残虐な宣伝に抵抗する地方活動委員会」が反ユダヤ主義的扇動を引き継いだ。「恣意的な逮捕、ユダヤ人商店のボイコット、公的な糾弾、医療処置の禁止」は手段の一部に過ぎなかった。1933年4月1日、ユダヤ人商店の全国的ボイコットがドイツで、そしてグンツェンハウゼンで行われた。非ユダヤ系住民は、ユダヤ人商店で買い物をしてはならない、ユダヤ人医師の治療を受けてはならない、たとえば「ジーモン・シュトラウス」などの食堂へ行ってはならないといった圧力を受けた。この食堂の主人とその息子は、1933年にすでにSAによる虐待を受けた。1933年6月30日、約100人の国家社会主義者たちがユダヤ人の家や商店の前に集まり、街に住むユダヤ人を保護拘束するよう要求した。警察は集団を解散させたが、3人のユダヤ人を牢に入れた。ミュンヒは1934年にゲッベルスに以下の様な手紙を書いている。「経済生活の大きな部分は...ユダヤ人の手の中にあり...政治においてはユダヤ人は常に民主主義者であった。」アップラーは政治の他に財務管理でもキャリアを積んだ。市長ミュンヒが思いがけず亡くなった後、1935年7月にユリウス・シュトライヒャーはアップラーを第1市長の地位に就けた。ナチの指導の下グンツェンハウゼンでは1933年4月にドイツ帝国で最初のヒトラー記念碑が建立された。NSDAPの機関紙「フェルキッシャー・ベオバハター」はグンツェンハウゼンを「最良の地区」と記した。ディアコニー母の家ヘンゾルツヘーエも、ジャーマンクリスチャン運動に貢献するだけでなく政権への接近を試みた。また、ユリウス・シュトライヒャーとも緊密な関係を形成し、グンツェンハウゼンの政治に大きく関わった。
1934年3月、SAに生命と財産を攻撃されたと市長ミュンヒに訴え出たユダヤ人が、治療が必要なほど酷くSA隊員に殴打された。SA大隊指導者でグンツェンハウゼンのSA長官カール・ベーアの甥でSA上級中隊指導者のクルト・ベーアは、1934年3月25日、いわゆる棕櫚の日曜日の朝に洋服屋店主のジグムント・ローゼンフェルダーと喧嘩をして、酷い目に遭うのではないかと心配になった。午後遅くになってクルト・ベーアはSA隊員とともにジーモン・シュトラウスの食堂を襲撃した。まずドイツ国家主義者でグンデルスハイム町長のレオポルト・バウムゲルトナーを「ユダヤ人の店でビールを飲んだ」という理由で食堂から追い出した。その後食堂の主人であるジーモン・シュトラウスとその息子を暴行し、息子に酷い怪我を負わせた。さらにベーアは食堂の前で反ユダヤ的な暴言を吐いた。野次馬、15人から20人ほどのSA隊員、労働奉仕のメンバーが集まった。これらの見物人の前で食堂店主の家族は「保護のため」市の牢に連れて行かれた。意識不明の息子ユリウス・シュトラウスは、彼を運んでいたSA隊員に何度も落とされ、蹴られた。息子を心配した母親はクルト・ベーアに何度か平手打ちされた。やがて集まってきた大勢の群衆も「殴れ」とかけ声を掛けた。クルト・ベーアをその部下たちは、50人ほどから数百人の代償の集団を引き連れて23時になるまでユダヤ人の土地の前の旧市街を練り歩いた。「ユダヤ人は出て行け」といったかけ声の下、家の玄関が乱暴に開けられ、29人のユダヤ人男性と6人の女性が暴行を受け、一部は寝間着のまま牢に入れられ、そこで「保護された」。犯人はSA隊員、市民、警察、それに第1市長のミュンヒであった。この暴力事件に関わった人は750人から1500人と推定される。この事件は街の中心部のいくつかの通りで起こった。暴力行為によって2人が死亡した。23時頃にこのポグロムの陰の首謀者であるカール・ベーアが牢にやって来た。彼は女性を解放し、男性を翌日の夕方まで勾留した。ニューヨーク・タイムズ、マンチェスター・ガーディアン、ノイエ・ヴィーナー・ジャーナルといった世界中の報道機関がこの事件を報じた。その結果ナチスはアンスバッハで裁判を行うこととした。その後の2つの裁判で判事はこのポグロムを「浄化の嵐」と呼んだ。亡くなった2人のユダヤ人のうち1人は65歳の民間人マックス・ローゼナウであった。彼は家に押し入った暴徒を怖れ、自らを傷つけて、これが死亡の原因となった。もう1人が30歳の商人の社会民主主義者ヤーコプ・ローゼンフェルダーであった。彼は倉庫で首を吊った状態で見つかった。この事件に参加した24人のSA隊員に対する裁判は、法的茶番であった。SA隊員の大部分は軽い刑期の懲役判決をうけた。しかし彼らは逃亡したままであった。数週間後、この暴動の首謀者で22歳の上級中隊指導者クルト・ベーアはユリウス・シュトラウスを狙撃し、その父親に重傷を負わせた。2人はアンスバッハ地方裁判所で彼に不利な証言をしていた。ベーアは終身刑の判決を受けたが、わすか3年で出所した。
1938年のポグロム（水晶の夜）の前日に市はイスラエル文化協会からシナゴーグを購入しており、郡消防監査官ヴィルヘルム・ブラウンが市の所有物として介入したため焼失を免れた。1週間後にドームが象徴的に破壊された。レオンハルツルー通りのユダヤ人墓地も毀損され、大部分が破壊された。1948年に修復がなされ、記念碑が建立されている。1938年11月初めには54人のユダヤ系住民がグンツェンハウゼンに残っていた。1939年1月「ユダヤ人のいない街」宣言がなされた。シナゴーグは1981年に取り壊されるまで商用利用された。
空爆: 1945年4月16日、アメリカ第9空軍の爆撃機マーチンB-26「マローダー」100機が5波にわたってグンツェンハウゼンを攻撃した。358棟の建物が破壊され、141人が死亡した。このうち46人は子供であった。数日後、アメリカ軍がこの街を占領した。

### 1945年以後
グンツェンハウゼンは2019年にマイマイガの大発生にみまわれた。

### 市町村合併
市町村再編に伴い、それまで独立していた14町村がグンツェンハウゼンに合併した。1971年4月1日に、クロンハイム、ラウベンツェーデル、ノルトシュテッテン、プフラウムフェルト、シュルンゲンホーフ、シュテッテン、シュトロイドルフ、ウンターアスバッハ、ウンターヴルムバッハ、ヴァルトが合併した。1971年7月1日にオーバーアスバッハがこれに加わった。ビュッヘルベルクは1978年1月1日にこれに続いた。アーアとフリッケンフェルデンは、1978年5月1日に合併を完了した。

## 行政

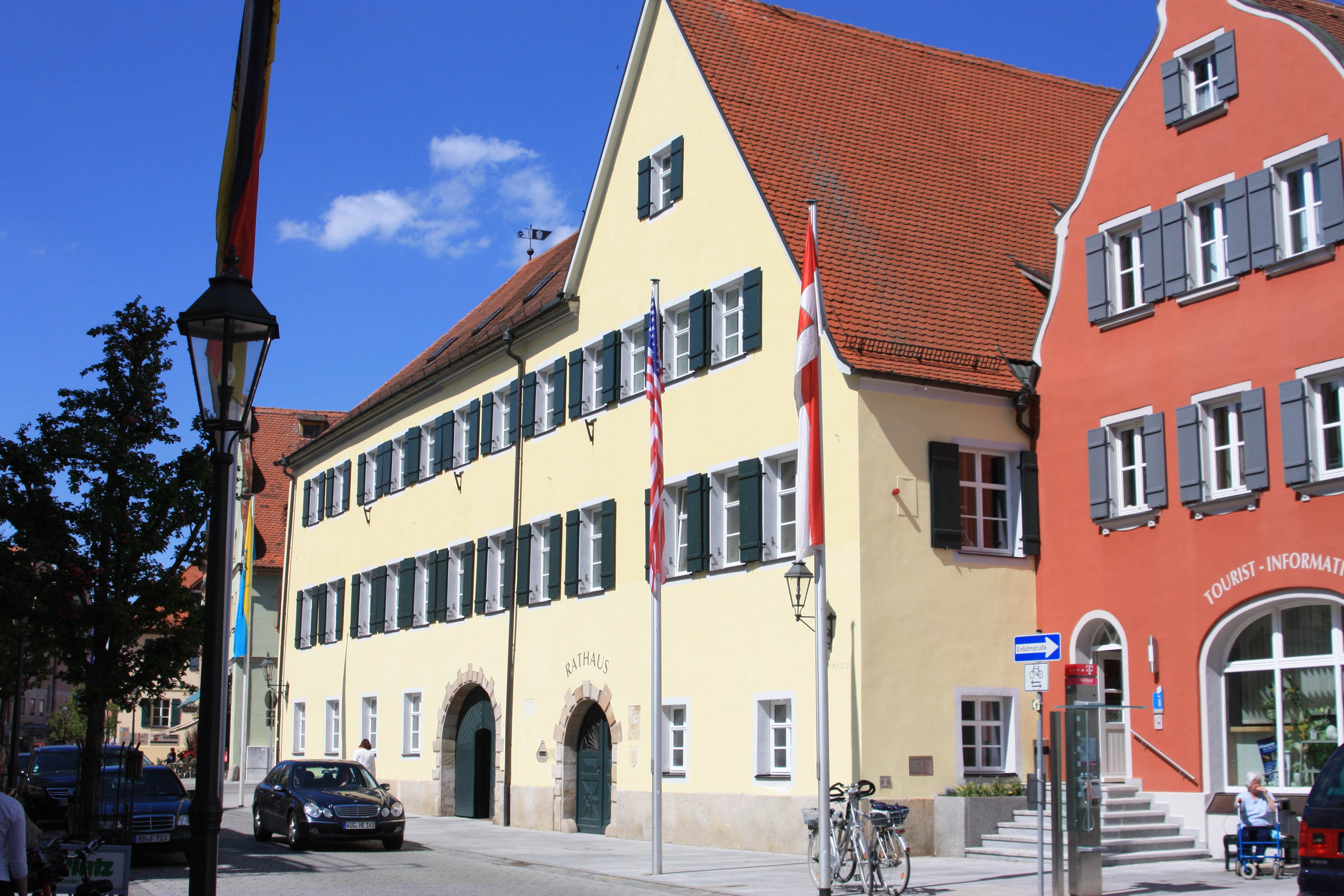
グンツェンハウゼン市庁舎

### 議会
市議会はグンツェンハウゼンの市民を代表する機関である。その構成は6年ごとに市民が選挙で決める。市議会は24議席からなる。

### 首長
2014年5月からカール＝ハインツ・フィッツ (CSU) が第1市長を務めている。この時の選挙でフィッツは 50.5 % の指示票を獲得して対立候補のヨアヒム・フェーダーシュミット (SPD) に勝利した。フィッツは2020年にも市長の座を堅持した。

### 紋章
図柄: 青地。銀の波帯の上に金の木組みの家。
紋章の由来: 都市権の授与については判っていないが、グンツェンハウゼンは1349年に初めて「都市」と記録されている。1402年から印影が遺されている。これはおそらく14世紀後半に創られたものである。これには地名にちなんで木組みの形の家 (Haus) が木組みだけで表されている。市教会内陣の後期ゴシック様式の要石には、家の長辺側が描かれている。17世紀には丘の上に家が描かれた。その後、家は側面側の透視図が描かれるようになった。19世紀に街がアルトミュール川沿いにあることを示す波帯が書き加えられた。

### 姉妹自治体
- フランケンマス（英語版）（アメリカ合衆国、ミシガン州）1962年
- イル (オート＝ヴィエンヌ県)（フランス、オート＝ヴィエンヌ県）1985年

この街は、エルツ山地のヴェイプルティから追放されたズデーテン系ドイツ人に対する援助協力関係を1954年に締結した。1996年にはマリアーンスケー・ラーズニェのウーショヴィツェ地区に対する援助協力関係を結んだ。

## 文化と見所

### 見所

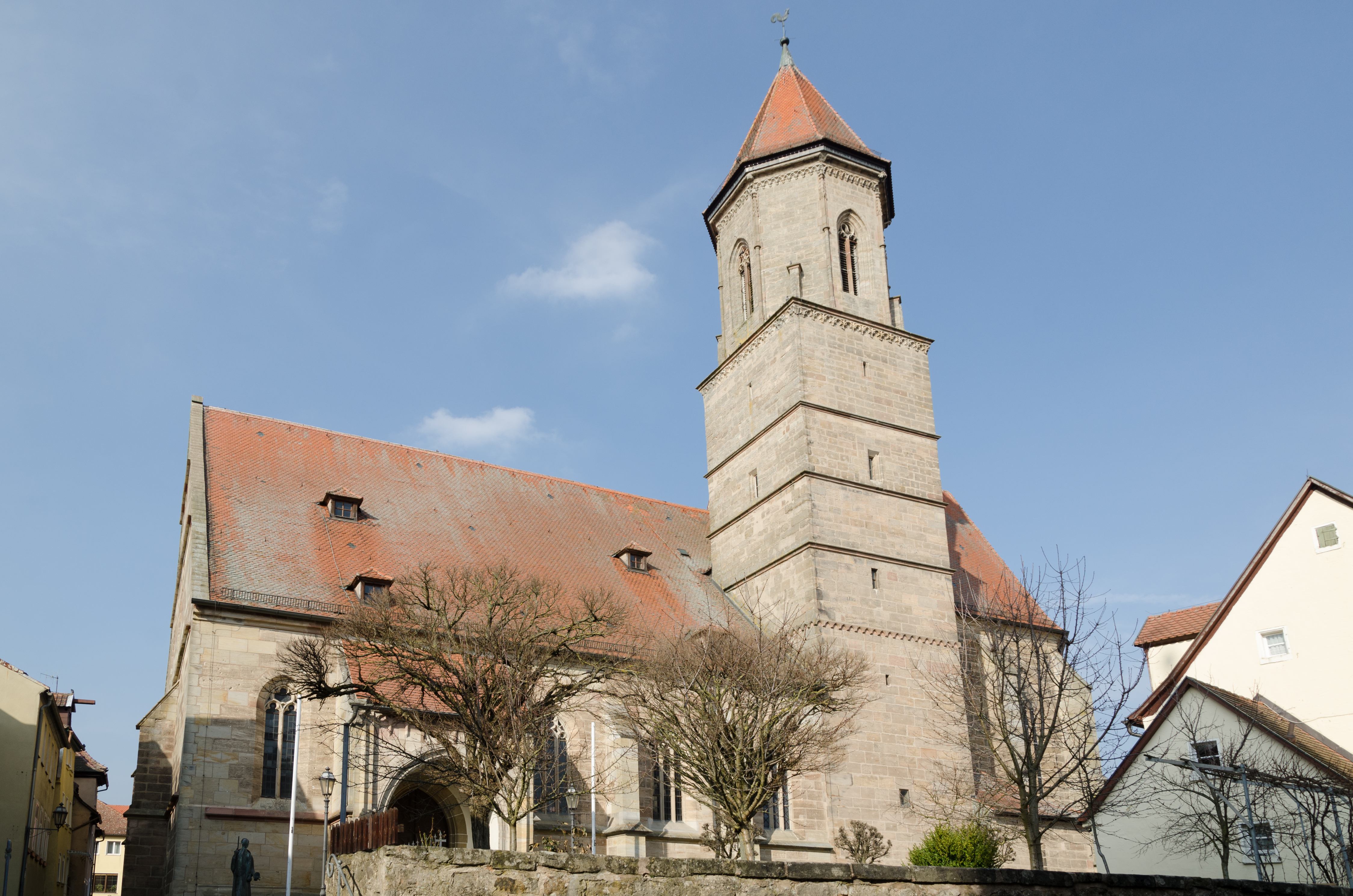
マリエン教会

#### 福音主義市教会（マリエン教会）
後期ゴシック様式の福音主義の市教会聖マリア教会（1448年 - 1496年）は、かつてのローマ軍のカストラの場所にあった先代のロマネスク教会の基礎壁の上に建てられており、広い画面のクリストフォロスの壁絵を含む中世のフレスコを伝えている。ゴシック時代のものでは騎士パウル・フォン・アプスベルクの墓石がある。騎士の足元にはアトリビュートとして犬が寝そべっており、観光パンフレットに「教会の犬、キリ」と紹介されている。18世紀に改築された後、凱旋アーチの前のキリスト十字架象と辺境伯の宮廷彫刻家ジュゼッペ・ヴォルピーニが設計した講壇が内装の調度に加えられた。内陣の窓はシュトックハウゼンのハンス・ゴットフリートが1990年に制作した。

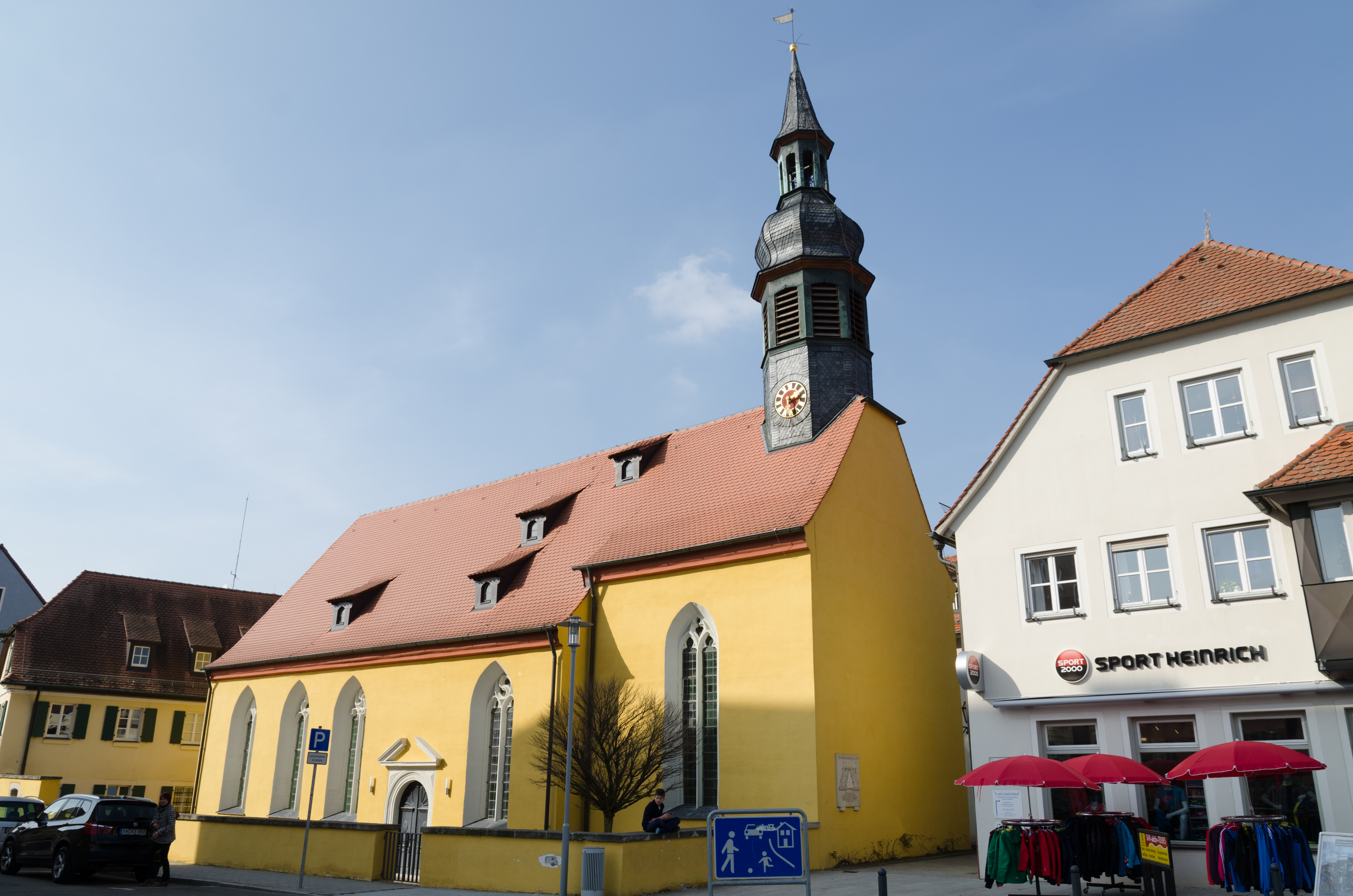
シュピタール教会

#### シュピタール教会
聖霊シュピタール教会（施療教会）は1352年に騎士ブルクハルト・フォン・ゼッケンドルフによって寄進された。この教会は1701年に、充実した化粧漆喰をはじめバロック様式に改築された。中世の施療棟は三十年戦争で焼失した。ヨハン・ダーフィト・シュタイングルーバーの設計に基づく1761年の新しい建物は1969年まで老人ホームであったが、1980年に改築された後ユダヤセンターとなっている。シュピタール教会の外壁に設置された模型は、1728年頃の建築複合体の全体像を示している。敷地の中をかつては見張り塔を含むリーメスが通っていた。その遺跡後に13世紀にトルーエンディンゲン伯の都市城砦が建設された。この家系が16世紀に断絶した後城は崩落し、現存していない。

#### カトリックの聖マリエン市教区教会
カトリックのマリエン教会は、アイヒシュテット司教ヨーゼフ・シュレッファーによって1960年5月1日に聖別された。この教会は、マリアの無原罪のお宿りを守護聖人としている。この教会はインゴルシュタットの建築家ヨーゼフ・エルフィンガーによって、アルトミュールジュラ山地の石灰岩を使って建設された。

#### その他

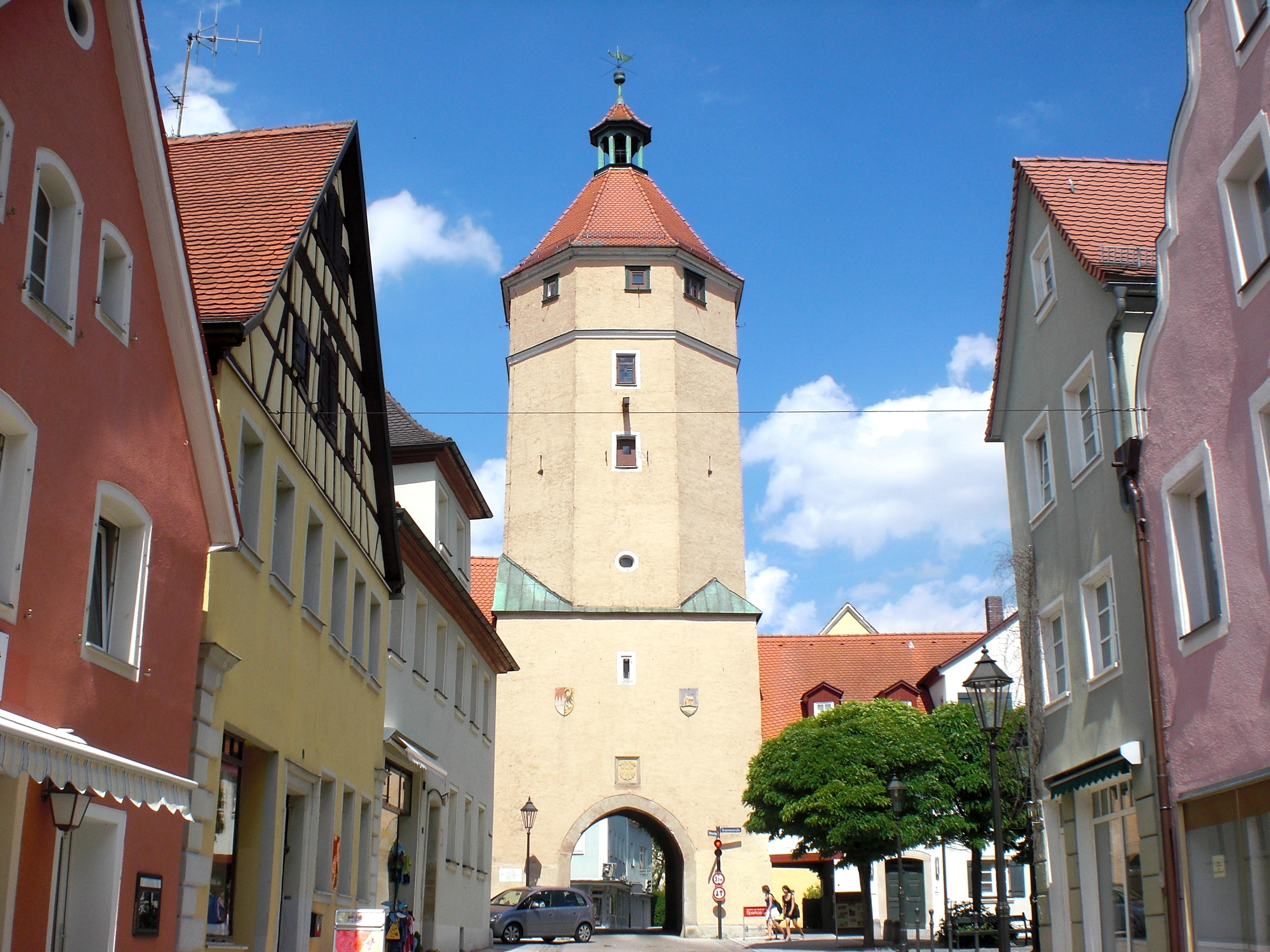
ブラス塔

- 中世の都市防衛施設のうち、防御用通路と3つの塔が遺されている。ブラス塔（15世紀）、フェルバー塔（1300年頃）、シュトルヘン塔（1450年頃）である。1466年に建設され、1603年に上層を増築されたブラス塔は、昔、祝日になるとこの塔からシュタットカペレが祝祭コラールを演奏し、街の音楽マイスターが賛美歌を歌ったことからこの名がつけられた。フェルバー塔（ディープス塔とも呼ばれる）は1827年に破壊されたヴァイセンブルガー門の一部であった。シュトルヘン塔（三兄弟の塔とも呼ばれる）は、三十年戦争で酷く損傷したが18世紀に住居として改築された。現在は個人所有である。
- 「野蛮伯」の時代に建設あるいは現在の姿に改築された重要なバロック建築が歴史的なマルクト広場を形成している。現在の市庁舎（1974年からこの機能を担っている）は、元々16世紀に2つの別々の建物を接続した複合体である。「野蛮伯」の居城であった建物で、彼は1757年にこの建物で亡くなった。代官所（1749/50年建造）、マルクト広場の旧アムトハウス（1726年建造、1805年から薬局）、ハイデナープ宮殿（辺境伯政府の高級官僚の居館、現在は銀行）、ツォハ宮殿（現在は市立博物館）も同じ時期に建設された。貯蓄銀行には、からくり人形を備えたグロッケンシュピールがある。
- 広大な庭園や老木を有する「野蛮伯」のかつての狩りの城は、都市中心部の高台にあり、1982年からはイベント時の迎賓館として利用されている。
- 多くの木組みの倉庫が都市景観に寄与している。最も目立つのは1753年に「野蛮伯」の伍長が建設したもので、アルトミュール川沿いにある。ここでは、グンツェンハウゼンの姉妹都市であるヴェイプルティによるエルツ山地の紹介展示がなされている。
- 市の東部、ブルクシュタルヴァルトのリーメス跡（2005年から UNESCO世界遺産）は1980年に修復された。標識の整備された遊歩道は、復元された防御柵や見張り塔に通じている。
- アルトミュールプロムナードとアルトミュール湖は、夏季に人気のレジャーランドである。ここにはスポーツ・レジャープール・ヴァルトバート・アム・リーメスや塩泉浴場ユーラマーレも併設されている。
- グンツェンハウゼンには、核攻撃による疾病者を治療するための、グンツェンハウゼン救護病院がある。この施設は1965年に建設され、見学することができる[29]。
- ブルワリー「ショルシュブロイ」では、ドイツで最もアルコール度数が高い 57.5 % のビール「ショルシュボック 57」が製造されている。

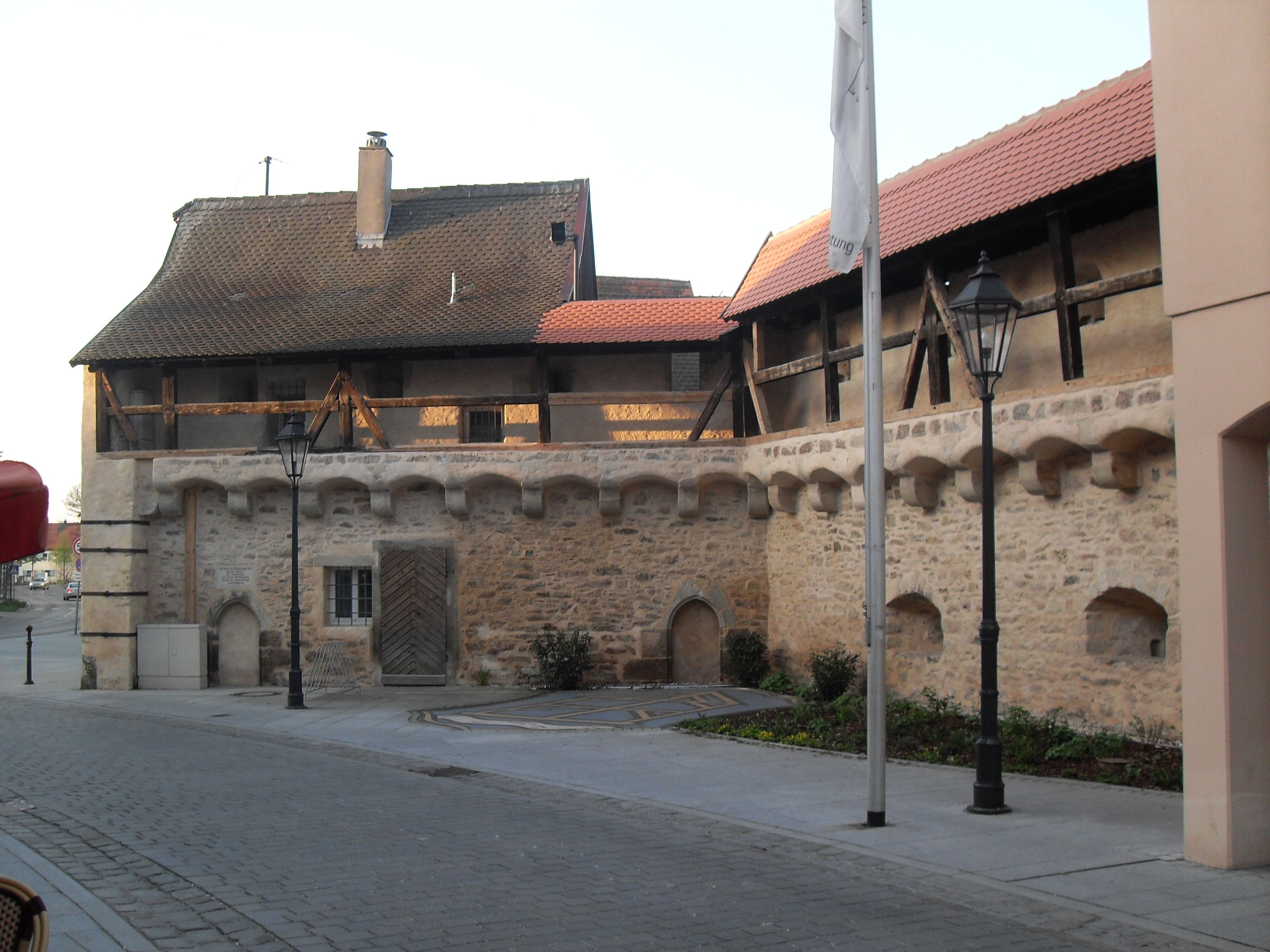
防御用通路を備えた市壁
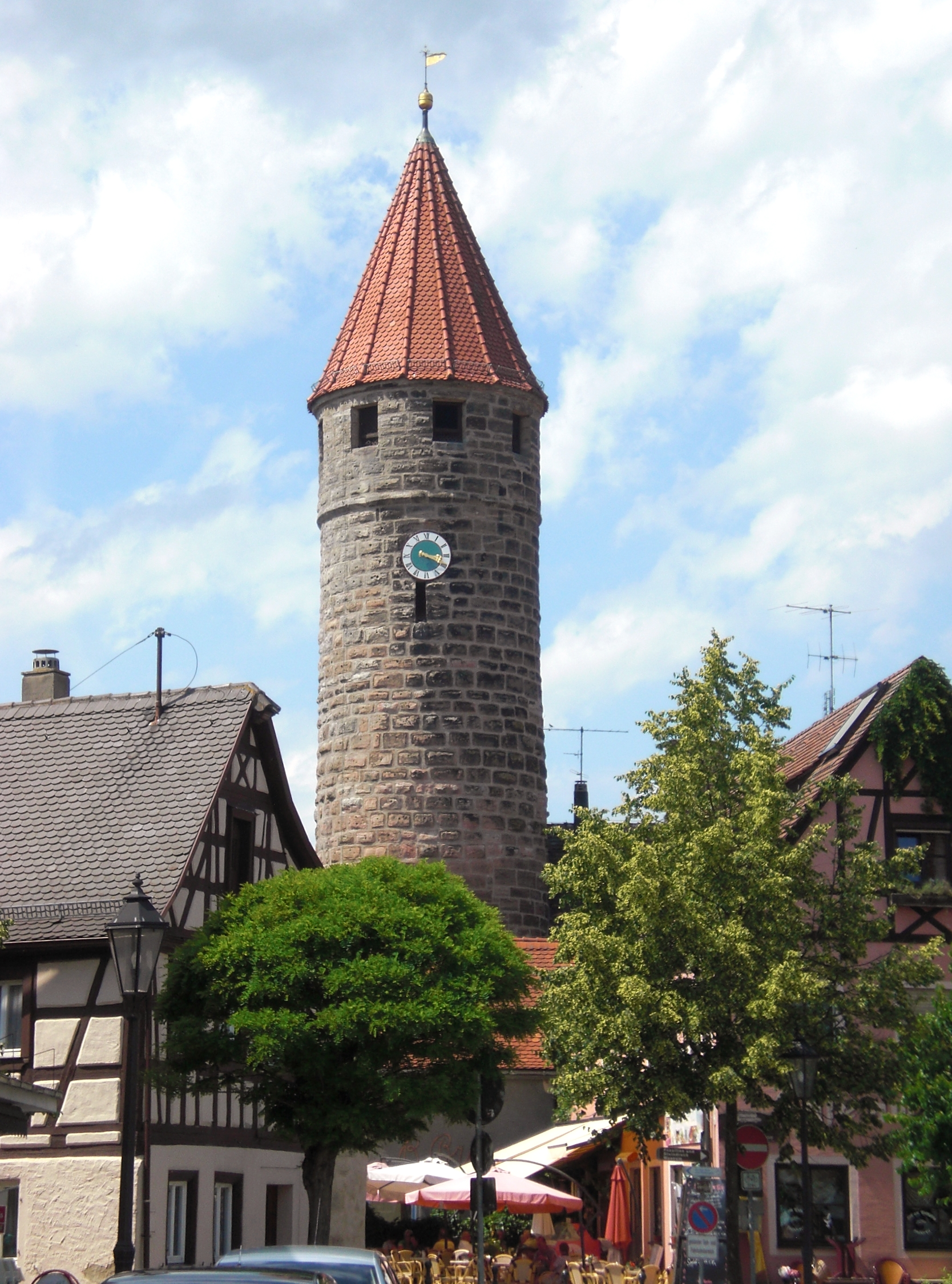
フェルバー塔
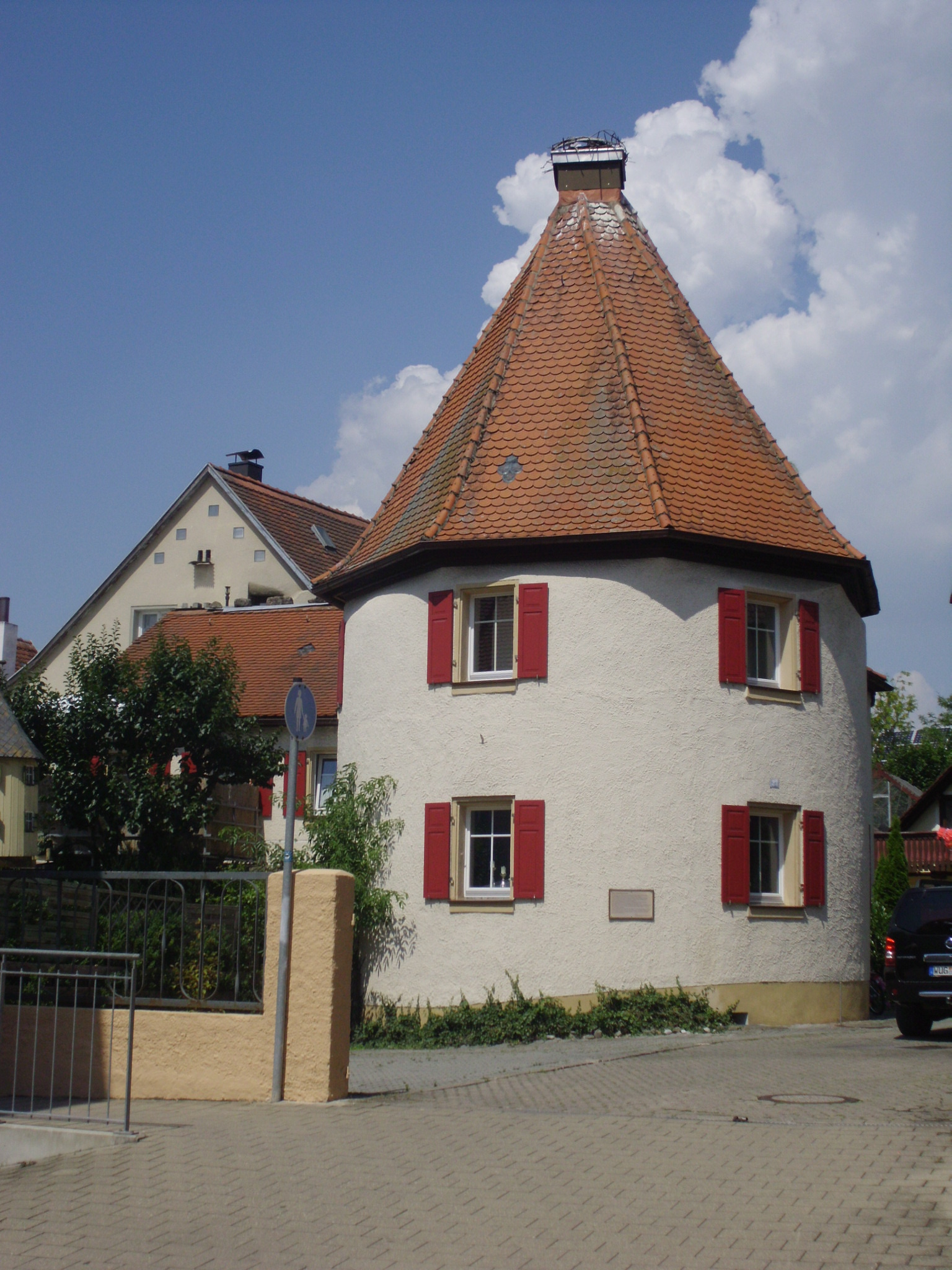
シュトルヘン塔
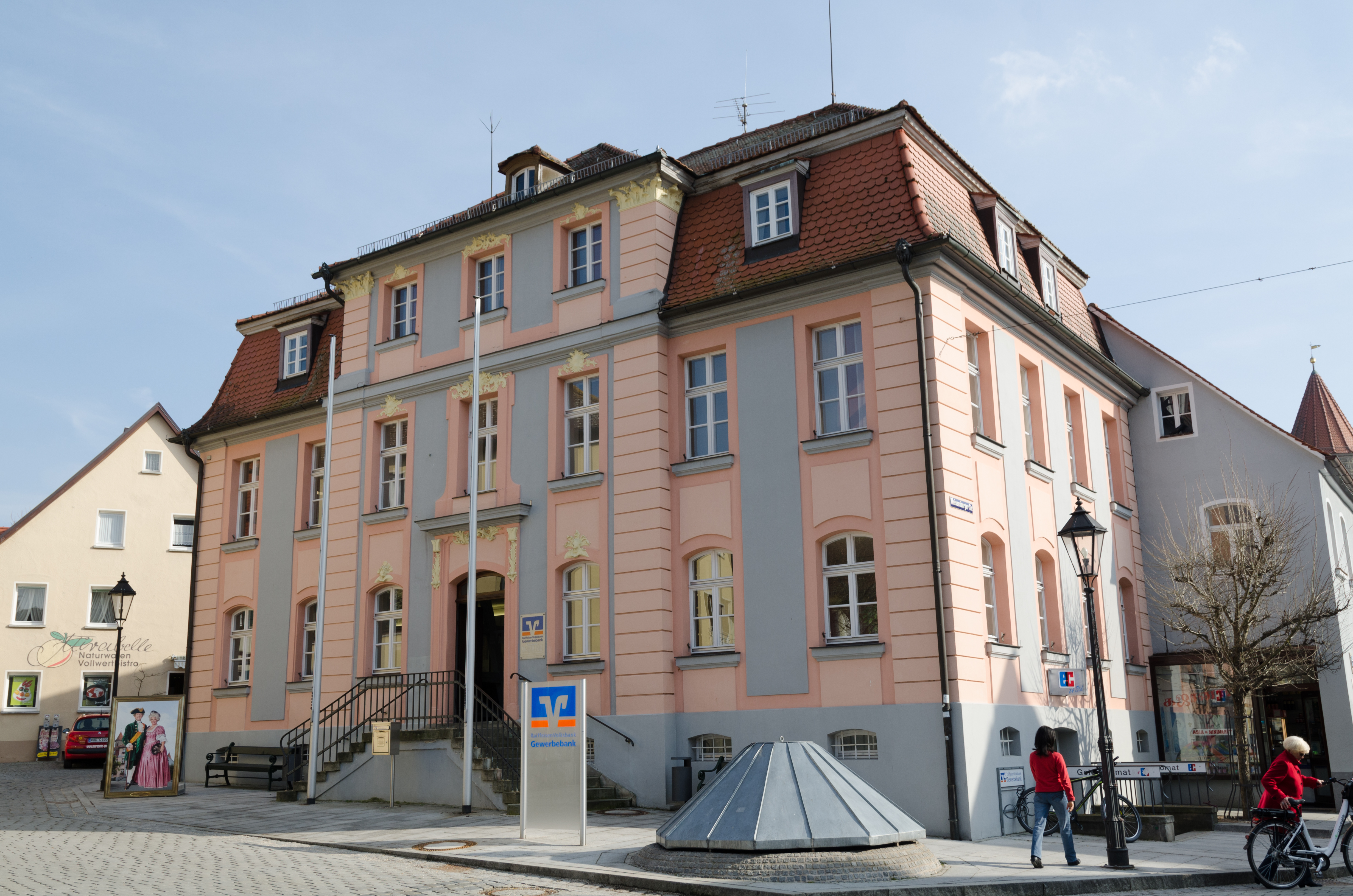
ハイデナープ宮殿
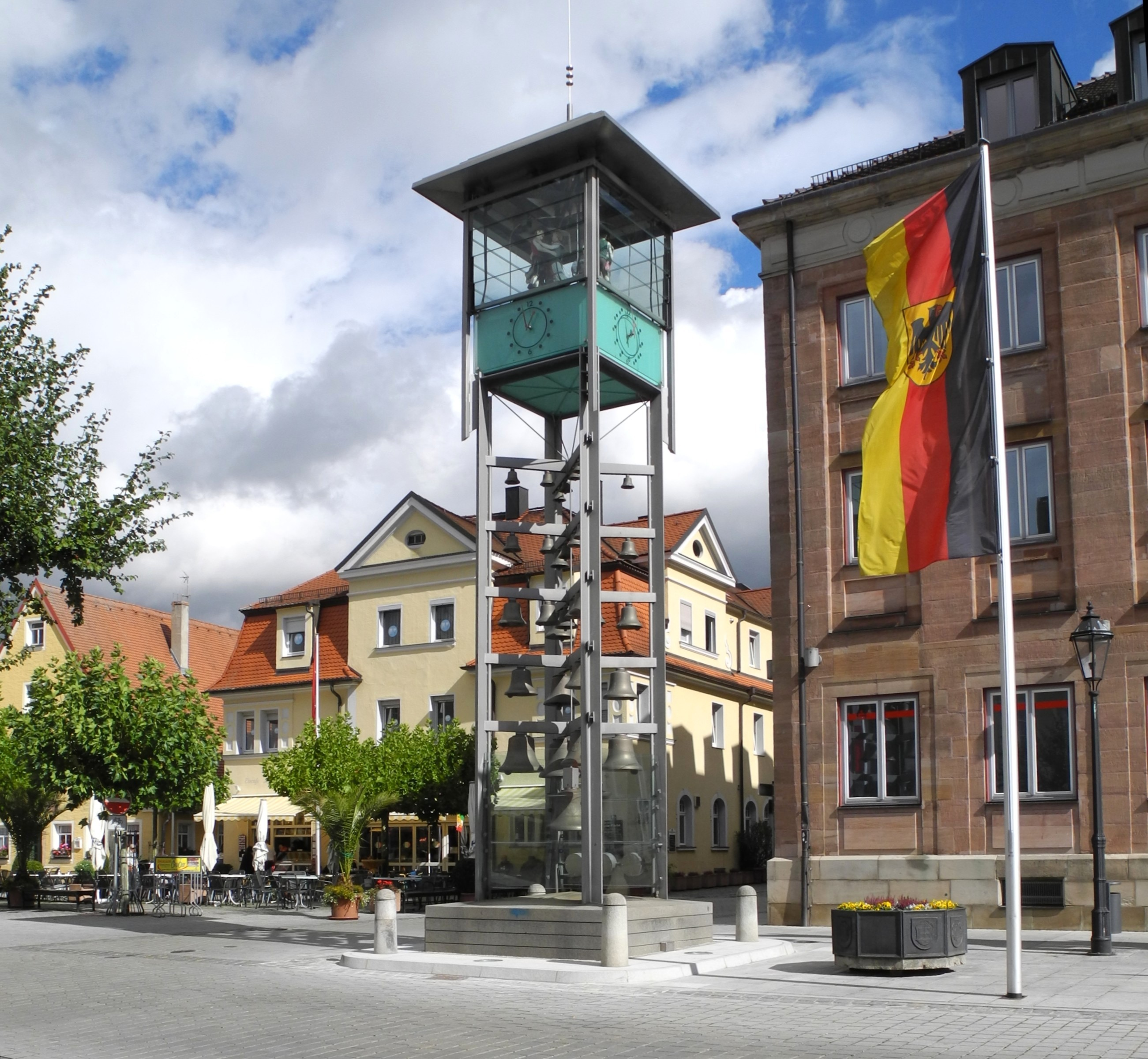
貯蓄銀行のグロッケンシュピール
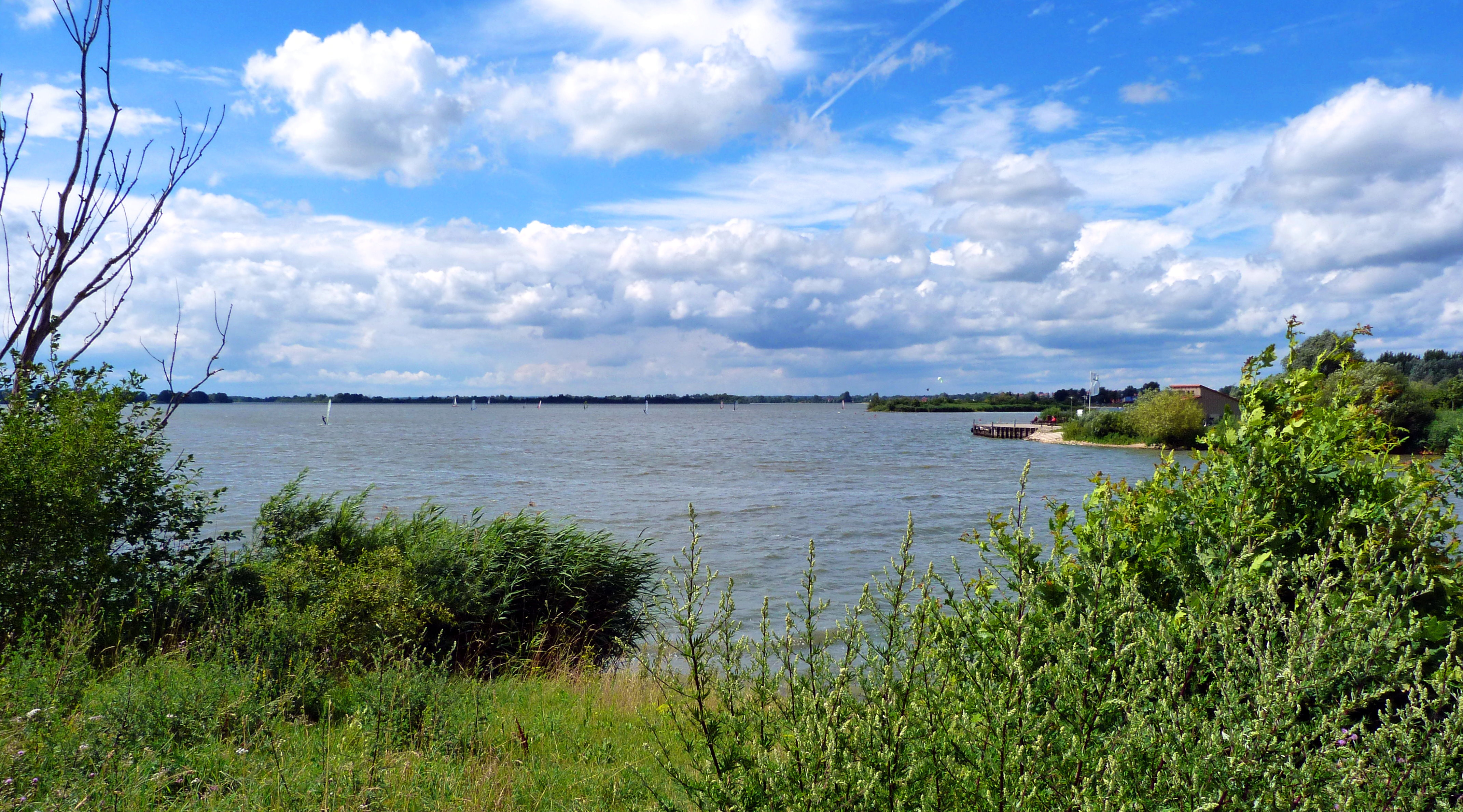
アルトミュール湖

### 博物館
- 戦士・古代史博物館
- 市立博物館

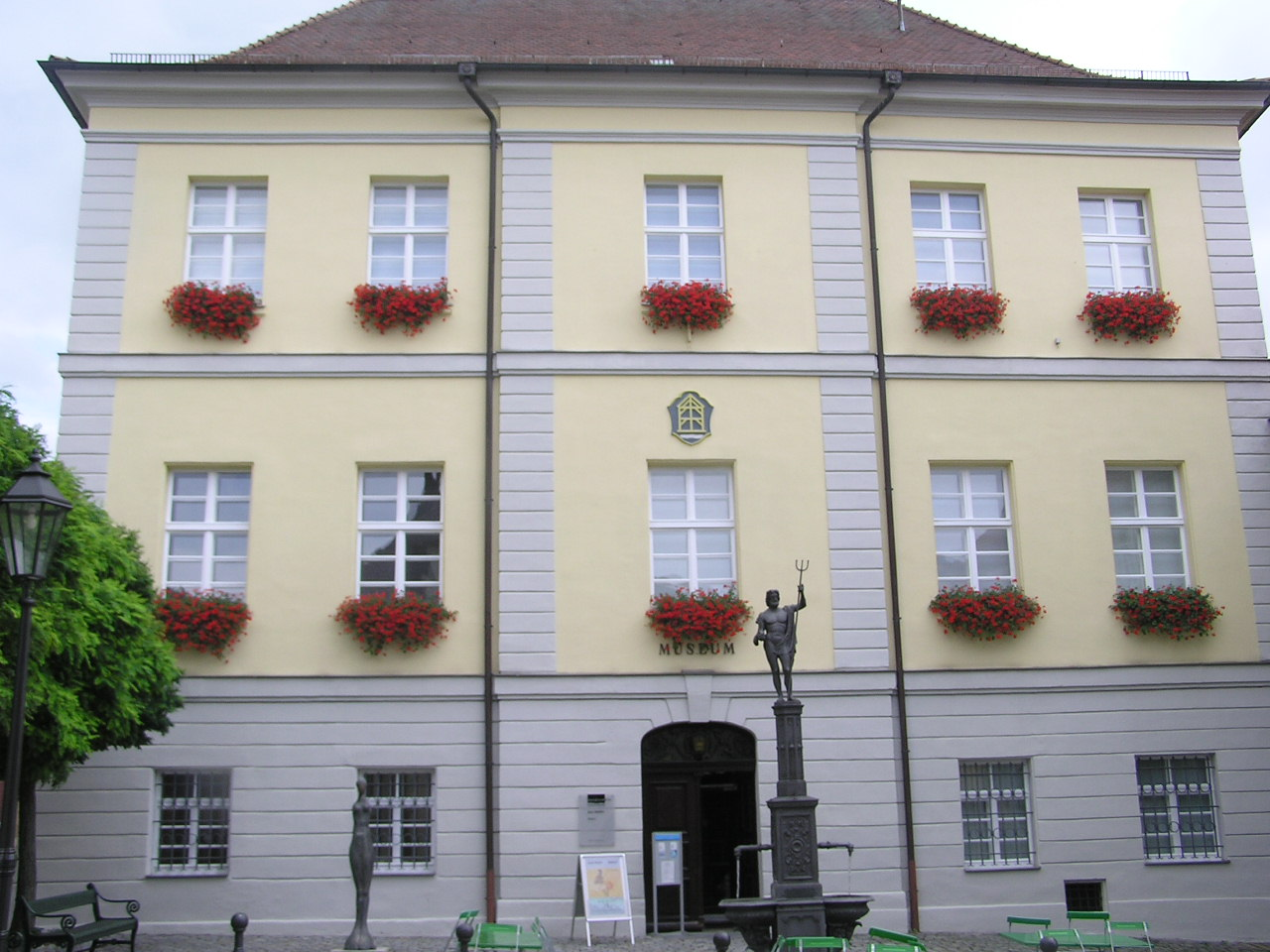
市立博物館

- エルツ山地展示室とヴェイプルティ郷土室が入居するグンツェンハウゼンの木組み倉庫
- 化石・石版印刷博物館、かつてはマックスベルクにあった。

### 年中行事

#### グンツェンハウゼンの教会開基祭
グンツェンハウゼンの教会開基祭（キルヒヴァイフ、フランケン語でケルヴェと呼ばれる）は、毎年シースヴァーゼで開催される民俗祭である。最初はオットー・フォン・アイヒシュテットによって聖別された聖マリア市教会が三位一体の祝日を祝う祭であった。1401年にニュルンベルク城伯フリードリヒ5世が聖霊降臨祭の8日間、歳の市を開催する権利をこの街に与えた。施療教会が再度献堂されたことを祝って、市場の期日が聖母誕生祭（9月）に変更された。教会開基祭は1884年から商業的な民俗祭に拡大された。1912年からは花のパレードが開催されるようになった。両世界大戦の間、教会開基祭の開催は中断された。

## 経済と社会資本

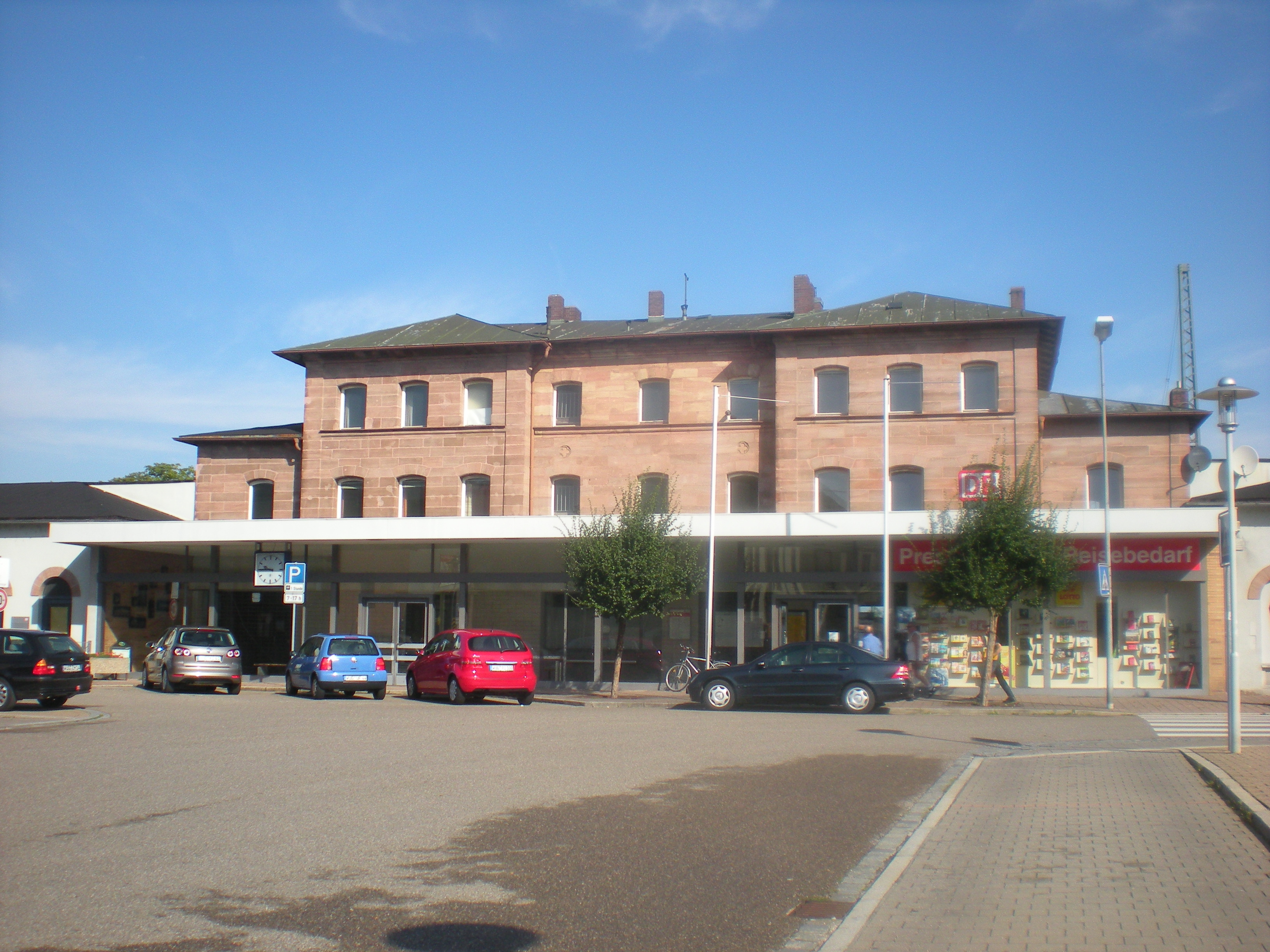
グンツェンハウゼン駅

### 交通
グンツェンハウゼン駅は、鉄道トロイヒトリンゲン - ヴュルツブルク線、グンツェンハウゼン - プラインフェルト線、ネルトリンゲン - グンツェンハウゼン線の駅である。ただしネルトリンゲン - グンツェンハウゼン線は保存鉄道と貨物列車が運行するだけである。この他に、グンツェンハウゼンは、連邦道13号線および466号線に面している。公共旅客近郊交通は、ニュルンベルク広域交通連盟が運営している。
市内を以下の広域自転車道が通っている。
- ドイツリーメス自転車道は、ライン川沿いのバート・ヘニンゲンからドナウ川沿いのレーゲンスブルクまで全長 818&nbsp:km 以上の自転車道である[31]。
- アルトミュールタール自転車道はローテンブルク・オプ・デア・タウバーからアルトミュール川沿いにケールハイム（ドイツ語版、英語版）近郊でドナウ川に注ぐ河口まで 250 km 以上の自転車道である[32]。

アルトミュールタール自然公園内の2つの広域遊歩道はグンツェンハウゼンを起点としている。
- アルトミュールタール＝パノラマヴェークはケールハイムに向かう約 200 km 以上の遊歩道で、アルトミュールタールの左右の高台を通る[33]。
- リーメス遊歩道はバート・ゲッギングへ向かう約 115 km の遊歩道で、おおむねレティシャー・リーメス沿いにドナウ川まで続いている[34]。

ヤコブの巡礼路のニュルンベルク - ボーデン湖ライン、Dr.フリッツ＝リナート＝ヴェーク、ランガウ＝クヴェールヴェークがグンツェンハウゼンを通っている。グンツェンハウゼンの東をフレンキシェ・アルプ協会のリーメスヴェーク (Weg 46) が通っており、約 39 km 離れたヴェルニッツ川沿いのヴィルブルクシュテッテンに至る。ここでシュヴェービシェ・アルプ協会のリーメス遊歩道に接続する。
グンツェンハウゼンの東に、アスファルトの滑走路を備えた小さな特別飛行場グンツェンハウゼン＝ロイトベルク飛行場がある。ここからフレンキシェ・ゼーラント上空を観光周遊飛行することができる。

### 地元企業
- シェフラー・ヴェルク・グンツェンハウゼン（旧GMN）、自動車のエンジンコンポーネント製造
- 1851年にライプツィヒで創業したフォイリヒ・クラヴィーア・ウント・フリューゲル製造
- 国際的に活動するボイラー製造会社ボッシュ・インダストリーケッセル本社（旧ロース・インターナショナル）
- 国際的なホスティング・カンパニーのヘッツナー・オンライン GmbH の本社
- プレスメタル・グンツェンハウゼン [PMG] GmbH & Co. KG（自動車部品）
- ミュラー + ツィーゲラー GmbH & Co. KG、電子測定機器製造
- カスパー・リューター GmbH & Co. KG、亜鉛ダイカスト製品、旋盤加工、切削加工品

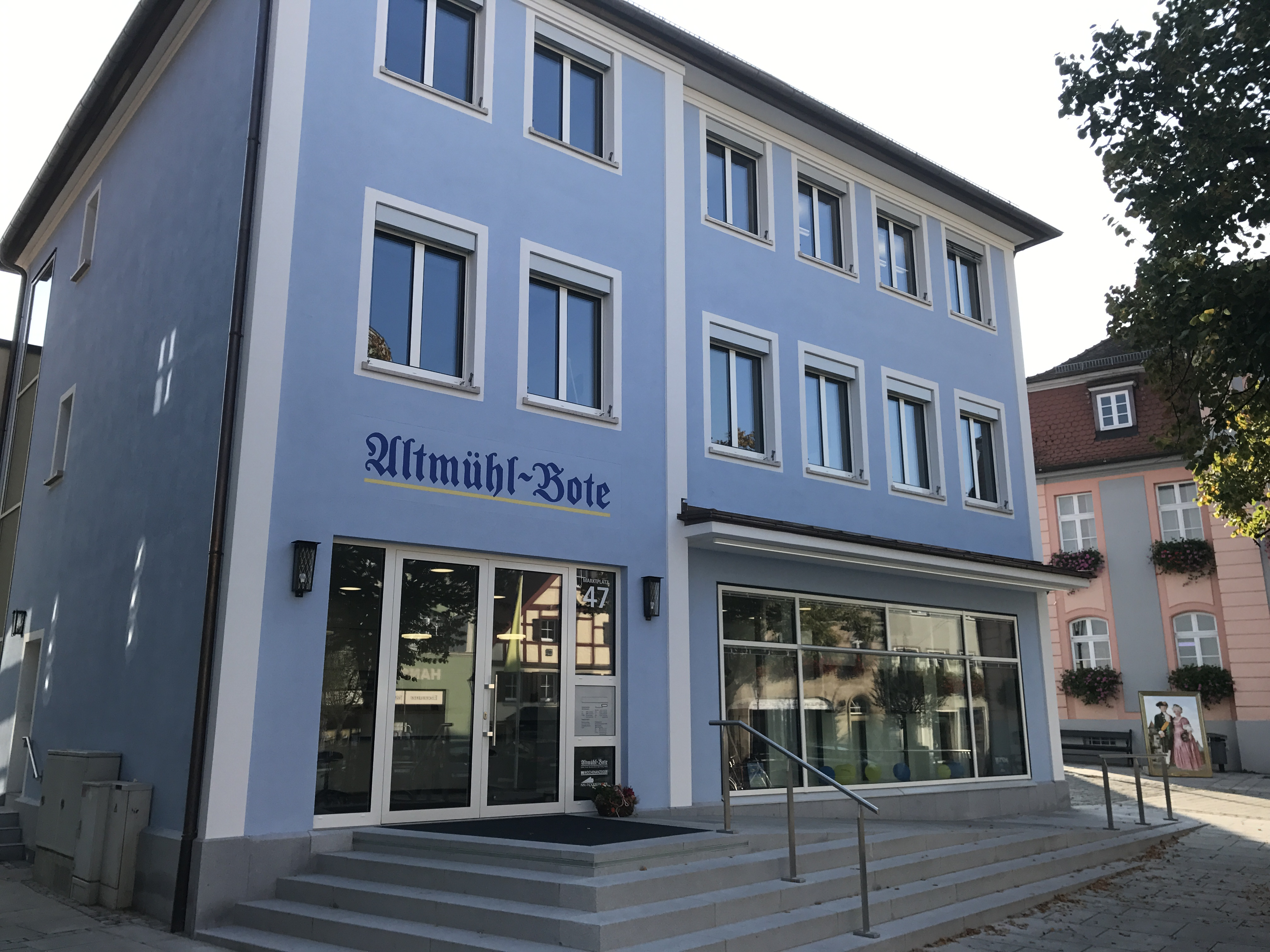
アルトミュール＝ボーテ社

### メディア
市内では週刊のコマーシャルペーパー「シュタットツァイトゥング・ヴァイセンブルク」が刊行されている。地元の日刊紙は1849年創業の「アルトミュール＝ボーテ」である。

### 学校
- ジーモン＝マリウス＝ギムナジウム（数学・自然科学、経済学、近代語のギムナジウム）
- ヒンデンブルク広場のシュテファニー中等学校。シュテファニー基礎課程学校とシュテファニー中等学校からなる。
- グンツェンハウゼン州立職業学校センター、家具職人のためのマイスター課程学校および州立経済学校
- ヘンゾルツヘーエ財団
  - ヘンゾルツヘーエ実科学校
  - 特殊教育学専門アカデミー
- 特殊教育学養成センター
- 郡立病院の看護学校
- 老人介護専門学校

### 図書館

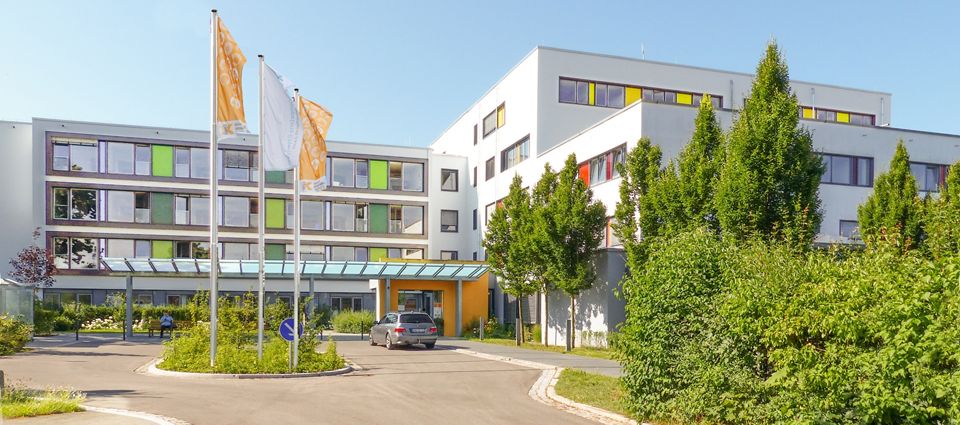
クリニークム・アルトミュールフランケン・グンツェンハウゼン

- グンツェンハウゼン市立・学校図書館

### 病院、クリニック
グンツェンハウゼン郡立病院は、グンツェンハウゼンの南部ロイトベルクにある。この病院はヴァイセンブルクの郡立病院とともにクリニークム・アルトミュールフランケンに属している。ヘンゾルツヘーエ財団のアルトミュールゼークリニークは、整形外科学、腫瘍学、精神身体学に重点を置いたリハビリテーション病院である。

### 役所
自動車登録局は、ヴァイセンブルク＝グンツェンハウゼン郡では数少ない、グンツェンハウゼンに支所を持つ郡役場の1つである。ヴァイセンブルク職業安定所はグンツェンハウゼンにオフィスを有している。この街にはこの他に、税務署、警察署がある。警察署はこの地域における水上警察の業務も担っている。
バイエルン州政府は2015年に地方強化のための官庁移転の一環として、州学校庁を創設し、2016年にグンツェンハウゼンに設置し、2017年初めに業務を開始した。これに関連して2017年からバイエルン州の教育・文化・学術および芸術に関する試験局もグンツェンハウゼンに支局を置いている。

## 人物

### 出身者
- アンドレアス・オジアンダー（ドイツ語版、英語版） (1496年または1498年 - 1552年）神学者、宗教改革家
- アダム・ノイザー（ドイツ語版、英語版）（1530年ころ - 1576年）神学者
- シモン・マリウス（1573年 - 1624年）天文学者
- ヨハン・ハインリヒ・ベックラー（ドイツ語版、英語版）（1611年 - 1672年）大学教師
- ゲオルク・アンドレアス・ベックラー（1617年 - 1687年）建築家、発明家、著述家
- フェルディナント・レーゲルスベルガー（ドイツ語版、英語版）（1831年 - 1911年）民法学者
- オットー・ヴィリー・ガイル（ドイツ語版、英語版）（1896年 - 1956年）科学ジャーナリスト、著述家
- ヘンリク・ヨーゼフ・ノヴァツキ（ドイツ語版、英語版）（1946年 - ）大司教、ヴァチカンの外交官

### ゆかりの人物
- エッペライン・フォン・ガイリンゲン（ドイツ語版、英語版）（1320年ころ - 1381年）強盗騎士。ヴァルトの領地に滞在した。
- カール・ヴィルヘルム・フリードリヒ（1712年 - 1757年）アンスバッハ辺境伯
- J・D・サリンジャー（1919年 - 2010年）作家。第二次世界大戦後アメリカ軍戦後処理局職員としてグンツェンハウゼンに滞在した。
- インゴ・フリードリヒ（ドイツ語版、英語版）（1942年 - ）政治家。欧州議会副議長。グンツェンハウゼン在住。

## 関連図書
- Johann Kaspar Bundschuh (1800). “Gunzenhausen”. Geographisches Statistisch-Topographisches Lexikon von Franken. Band 2: El–H. Ulm: Verlag der Stettinischen Buchhandlung. pp. 441–446 2022年5月22日閲覧。
- Georg Paul Hönn (1747). “Gunzenhausen”. Lexicon Topographicum des Fränkischen Craises. Frankfurt, Leipzig: Johann Georg Lochner. p. 337 2022年5月22日閲覧。
- Thomas Medicus (2014). Heimat. Eine Suche. Berlin: Rowohlt[38]
- Thomas Medicus, ed (2016). Verhängnisvoller Wandel. Ansichten aus der Provinz 1933–1949. Hamburg. ISBN 978-3-86854-302-5
- Piet de Moor (2018). Gunzenhausen. Het parallelle leven van J.D. Salinger, door hemzelf verteld. Amsterdam: Van Gennep
- Werner Mühlhäußer (2003). Gunzenhausen. Erfurt: Sutton. ISBN 978-3-89702-538-7
- Johann Schrenk (1996). Chronik der Stadt Gunzenhausen, Bd. 1 Vor- und Frühgeschichte. Gunzenhausen. ISBN 978-3-924270-28-5
- Gunzenhausen – Zentrum des Fränkischen Seenlandes. Gunzenhausen. (2008). ISBN 978-3-924270-35-3
- Johann Schrenk; Karl Friedrich Zink: Gottes Häuser. Kirchenführer Landkreis Weißenburg-Gunzenhausen (2008). Treuchtlingen: wek-Verl.. ISBN 978-3-934145-64-1
- Gottfried Stieber (1761). “Gunzenhaussen”. Historische und topographische Nachricht von dem Fürstenthum Brandenburg-Onolzbach. Schwabach: Johann Jacob Enderes. pp. 420–432 2022年5月22日閲覧。
- Pleikard Joseph Stumpf (1853). “Gunzenhausen”. Bayern: ein geographisch-statistisch-historisches Handbuch des Königreiches; für das bayerische Volk. München: Zweiter Theil.. pp. 721–722 2022年5月22日閲覧。
- Heike Tagsold, ed (2006). »Was brauchen wir einen Befehl, wenn es gegen Juden geht?« Das Pogrom von Gunzenhausen 1934. Nürnberg: Antogo Verlag. ISBN 978-3-938286-04-3